# Liste der Monuments historiques in Faucon
Die Liste der Monuments historiques in Faucon führt die Monuments historiques in der französischen Gemeinde Faucon auf.

## Liste der Bauwerke
| Bezeichnung        | Beschreibung | Standort             | Kennzeichnung | Schutzstatus | Datum | Bild           |
| ------------------ | ------------ | -------------------- | ------------- | ------------ | ----- | -------------- |
| Priorat St-Germain |              | Saint Germain (Lage) | PA00082231    | Inscrit      | 1992  | weitere Bilder |